# Autópálya M5
Autópálya M5 (ungarisch für Autobahn M5) ist eine Autobahn in Ungarn. Sie verläuft als Teil der Europastraße 75 in Nord-Süd-Richtung von Budapest über Kecskemét und Szeged nach Röszke (an der Grenze zu Serbien),
wo die Autoput A1 in Richtung Novi Sad (und Belgrad) anschließt. Die Autobahn wurde am 11. März 2006 fertiggestellt.

## Streckenfreigaben
| Abschnitt                               | Länge   | Inbetriebnahme                                     |
| --------------------------------------- | ------- | -------------------------------------------------- |
| Budapest, Nagykőrösi út – Ócsa          | 19,0 km | 22. November 1985                                  |
| Ócsa – Örkény                           | 23,0 km | 22. November 1985 (1. Fahrbahn) 1987 (2. Fahrbahn) |
| Örkény – Kecskemét-Nord                 | 21,0 km | 1989 (1. Fahrbahn) 21. Dezember 1996 (2. Fahrbahn) |
| Umfahrung Kecskemét (Knoten Nord – Süd) | 17,0 km | 7. Dezember 1997                                   |
| Kecskemét-Süd – Kiskunfélegyháza        | 23,0 km | 9. Juni 1998                                       |
| Kiskunfélegyháza – Szeged-Nord          | 20,0 km | 10. Dezember 2005                                  |
| Szeged-Nord – Serbische Grenze (Röszke) | 15,0 km | 11. März 2006                                      |

## Abschnitte als Europastraße
Folgende Europastraßen verlaufen entlang der Autópálya M5:
- E 75: Autobahnkreuz M0–serbische Grenze

## Verkehrsaufkommen
Der gesamte Abschnitt der Autobahn ist Teil des paneuropäischen Verkehrskorridors 10, während der Teil von Budapest nach Szeged-Nord Teil des paneuropäischen Korridors 4 ist.
Durchschnittlicher täglicher Verkehr auf der Autobahn
| Abschnitt                                      | DTV    |
| ---------------------------------------------- | ------ |
| Budapest (Nagykőrösi út – Kreuz M51)           | 69.517 |
| Örkény (Újhartyán – Örkény)                    | 61.274 |
| Kecskemét (Kecskemét-észak – Kecskemét-nyugat) | 48.866 |
| Kistelek (Kistelek – Balástya)                 | 40.596 |
| Szeged (Szeged-dél – Röszke)                   | 8.206  |

## Gebührenpflichtige Strecken
Die M5 in Ungarn ist fast komplett gebührenpflichtig, von der Ausfahrt 11 bei Szentlőrinci út bis zur Grenze nach Serbien (Grenzstadt in Ungarn: Röszke) wird für PKW und LKW Maut erhoben.

### Komitatsweite Vignette
Ab dem 1. Januar 2015 können Benutzer der Autobahn M5 mit einem nationalen E-Aufkleber oder einer komitatsweiten Vignette diese folgendermaßen benutzen:
| Komitat         | Verwendbarer Abschnitt                                                   |
| --------------- | ------------------------------------------------------------------------ |
| Pest            | ab Dreieck Budapest, Szentlőrinci út bis nach Lajosmizse (13 km – 67 km) |
| Bács-Kiskun     | ab Örkény bis nach Kistelek (53 km – 140 km)                             |
| Csongrád-Csanád | ab Kiskunfélegyháza-dél bis nach Röszke-Grenzübergang (114 km – 174 km)  |